# Эрвин, Джо
Джо Майкл Эрвин  (англ. Joe Michael Ervin; 25 июня 1951, Форт-Уэрт, штат Техас, США — 1 июля 1981, Брайтон, штат Колорадо) — американский серийный убийца, совершивший серию из как минимум 6 убийств в период с 9 августа 1969 года  по 27 июня 1981 года на территории штатов Техас и Колорадо. Настоящее количество жертв Эрвина неизвестно, так как он был разоблачен в совершении серии убийств только лишь в 2022 году, спустя 41 год после своей смерти на основании результатов ДНК-экспертизы.

## Биография
Джо Майкл Эрвин родился 25 июня 1951 года в городе Форт-Уэрт. Детство и юность Эрвин провел в социально-благополучной обстановке. В школьные годы он занимался спортом и входил в школьную команду по американскому футболу. Будучи спортсменом, Эрвин имел атлетическое телосложение вследствие чего пользовался популярностью в школе, но имел репутацию хулигана и подвергал физическим нападкам других учеников. Джо Эрвин посещал школу «Kirkpatrick High School», которую окончил в 1969 году.

## Убийство Родни Бонэма
Вечером 9 августа 1969 года в Фотр-Уэрте, 18-летний Эрвин со своим другом, чья личность впоследствии не была установлена, выстрелил на парковке боулинг-клуба «Berry Bowl» в 21-летнего Родни Джина Бонэма, который от полученных ранений скончался через 4 дня. Свидетелями преступления стали несколько человек. Согласно свидетельствам основного свидетеля преступления, Ларри Холта, в тот вечер он и Родни Бонэм, студенты колледжа  «Tarrant County Junior College», находились в салоне автомобиля, на парковке боулинг-клуба. Парни намеревались пойти в клуб, встретиться с друзьями и поиграть в боулинг, когда к их машине подошел Джо Эрвин со своим другом. В ходе разговора Эрвин поинтересовался у Бонэма и Холта их целью пребывания на парковке и предложил им угостить его бутылкой пива. Когда Бонэм проигнорировал его предложение и заявил, что они собираются войти внутрь клуба, Эрвин вытащил пистолет и выстрелил ему  в шею, пригрозив сделать то же самое с Холтом, если тот не выполнит его просьбу. Холт утверждал, что будучи под угрозой убийства сделал видимость того, что собирается им отдать деньги или пиво, но как только Джо Эрвин и его сообщник отвлеклись, он  покинул салон автомобиля и скрылся в боулинг-клубе, где позвал на помощь.
Эрвин и его сообщник скрылись с места преступления. После смерти Родни Бонэма, на начальных этапах расследования у полиции возникли проблемы с выявлением подозреваемых из-за характера убийства, которое правоохранительные органы охарактеризовали как случайное и бессмысленное. Спустя несколько дней после смерти Бонэма, в полицию обратился отец убитого и заявил, что ему позвонил человек, который признался в совершении убийства его сына, попросил прощения и выразил раскаяние о содеянном. Во время дальнейшего расследования, детективу Л. В. Лефилсу в ходе многочисленных допросов свидетелей преступления и полицейских осведомителей среди представителей молодежи Форт-Уэрта, ведущих криминальный образ жизни,  удалось идентифицировать Эрвина как убийцу Родни Бонэма, после чего Эрвин был объявлен в розыск, а за информацию о его местонахождении была объявлена материальная награда.

## Криминальная деятельность
После смерти Бонэма, Джо Эрвин опасаясь уголовной ответственности и тюремного заключения сумел сбежать с территории штата Техас. Он переехал на территорию штата Колорадо, где при содействии новых знакомых  получил фальшивые документы, согласно которым стал Джозефом Майклом Эрвингом. Испытывая материальные трудности, в последующие несколько месяцев Эрвин начал вести криминальный образ жизни. В 1970 году он совершил несколько ограблений, а также три изнасилования девушек и похищение несовершеннолетней девушки, которая также впоследствии подверглась сексуальному насилию. Эрвин был арестован, однако в ходе судебного процесса на основании результатов судебно-медицинской экспертизы он был признан невменяемым и ему было назначено принудительное лечение в психиатрической клинике Colorado State Hospital, где он провел 7 последующих лет. Во время прохождения курса лечения, Эрвин  согласно судебным протоколам, утверждал в беседах с  психиатрами, что его разыскивают на территории Техаса за совершение убийства. Он признал тот факт, что появился на территории Колорадо, чтобы избежать судебного преследования по делу об убийстве Родни Бонэма и заявил, что все нападения на женщин и изнасилования совершил из-за проблем с самоконтролем, впав в депрессию, испытывая последствия стрессовой, психотравмирующей ситуации, связанной с возможным тюремным заключением. После освобождения, на основании его признательных показаний, 7 сентября 1977 года Джо Эрвин был арестован и прокуратура округа Пуэбло выдвинула ему обвинение в совершении убийства Родни Бонэма, однако  представители Департамента полиции штата Техас после того как с ними связались представители Департамента полиции штата Колорадо не смогли идентифицировать Эрвина как убийцу Бонэма, так как отпечатки  пальцев Джо отсутствовали в дактилоскопической базе данных США, его имя не соответствовало имени, на которое был выдан ордер на арест и вследствие типографической ошибки, дата рождения Эрвина, указанная в ордере на арест, выданном на территории штата Техас, была указана как 1952 год, что не соответствовало действительности. В конечном итоге признательные показания Джо Эрвина в совершении убийства Родни Бонэма были подвергнуты сомнению вследствие признания его невменяемым в 1970 году и его были вынуждены отпустить. В начале 1981 года Эрвин был арестован по обвинению в совершении кражи и по обвинению в совершении похищения и изнасилования жительницы Денвера по имени Дженнифер Блэк, которую Эрвин похитил из ее дома 30 июня 1980 года, перевез ее в свой дом, где на протяжении 5 часов подвергал сексуальному насилию и угрозам убийству. 30 июня 1981 года Джо Эрвину были предъявлены обвинения, но он был освобожден из-под стражи во время расследования, заплатив в качестве залога 11 500 долларов. Жертва изнасилования совместно с представителями прокуратуры подали ходатайство об установлении залога в размере 100 000 долларов, настаивая на том что Эрвин представляет опасность для общества, однако суд выслушав аргументы, в мае 1981 установил в качестве залога 25 000 долларов, которую Эрвин сумел также выплатить, вследствие чего оставался находиться на свободе.

## Убийство Дебры Сью Кор и смерть
Рано утром 27 июня 1981 года на территории города Орора Джо Эрвин будучи в состоянии алкогольного опьянения был замечен в своем автомобиле сотрудниками полиции. После непродолжительной погони, офицер полиции 26-летняя Дебра Сью Кор совершила попытку ареста Эрвина, во время которой он оказал ожесточенное сопротивление. Вскоре на месте инцидента появился еще один полицейский автомобиль, за рулем которого находился полицейский — 19-летний Гленн Спис. В ходе борьбы с Деброй Корр, Джо Эрвину удалось завладеть ее табельным пистолетом, после чего он дважды выстрелил Корр в голову и ранил выстрелом в спину Гленна Списа. Дебра Сью Кор скончалась примерно через три часа после получения огнестрельных ранений в голову. Спис запомнил автомобильный номер Эрвина и передал эти данные своим коллегам из правоохранительных органов, которые обнаружили Эрвина через несколько часов в его квартире. Пытаясь избежать ареста, Джо Эрвин выпрыгнул с балкона третьего этажа здания, но был арестован. Он был доставлен в больницу «Aurora Community Hospital» для оказания медицинской помощи, после чего ему были предъявлены обвинения в совершения убийства Дебры Сью Кор и он был этапирован в окружную тюрьму «Adams County Jail», где 1 июля того же года Джо Эрвин  совершил самоубийство, повесившись на полотенце. Перед совершением самоубийства Эрвин оставил ряд предсмертных записок, адресованных его жене и другим членам семьи, в которых выразил раскаяние в содеянном и попросил у них прощение за содеянное.

## Разоблачение в серийных убийствах
В период с 2013 года по 2018 год в ходе расследования нераскрытых убийств, Департамент полиции Денвера с помощью результатов ДНК-анализа установил, что на трупах четырех женщин, убитых в период с 1978 по 1981 год - обнаружены биологические следы, ДНК которых соответствует одному и тому же человеку. После этого на территории штата Колорадо были проведены поиски подозреваемого  с помощью публичных сайтов генетической генеалогии. В 2019 году в ходе поисков было установлено, что генотипический профиль подозреваемого совпадает с генотипическим профилем женщины, которая проживала на территории штата Техаса. После установления ее личности, в 2021 году Джо Эрвин попал в число подозреваемых, но был идентифицирован в конце того же года после эксгумации его останков и проведения в ДНК-экспертизы, результаты которой подтвердили его причастность к совершению серийных убийств, о чем было объявлено в начале 2022 года.
Жертвами Джо Майкла Эрвина стали: 33-летняя Мадлен Фьюри-Ливодай, мать двух девочек, которая была зарезана в своем доме, расположенном в северо-восточной части Денвера 7 декабря 1978 года; 53-летняя Долорес Барахас, которая подверглась нападению на одной из улиц Денвера 10 августа 1980 года , когда шла на работу; 27-летняя Гвендолин Харрис, которая была зарезана 25 декабря 1981 года на одной из улиц Денвера, на расстоянии одного квартала от дома, где проживал на тот момент Эрвин; 17-летняя Антуанетта Паркс, которая на момент убийства находилась на шестом-седьмом месяце беременности. Паркс была зарезана  на территории округа округе Адамс 24 января 1981 года. Согласно пресс-релизу офиса шерифа округа Адамс, именно улики с места убийства Антуанетты Паркс позволили разоблачить Джо Эрвина после того, как в 2009 году детективы шерифа округа Адамс возобновили расследование убийства девушки и отобрали около 20 улик, которые могли быть использованными для ДНК-анализа с целью установить личность преступника. Полиция Денвера подтвердила, что до этого момента, Эрвин не считался подозреваемым ни во время совершения убийств, ни после убийства Дебры Сью Кор и своей смерти.